# 永恒之柱：白色远征
《永恒之柱：白色远征》是角色扮演游戏《永恒之柱》的资料片，由黑曜石娱乐开发、Paradox Interactive发行。资料片以两部曲形式在Microsoft Windows、OS X和Linux平台推出，第一部分发售于2015年8月25日，第二部分则在2016年2月16日发售。
《白色远征》的故事发生在鹿林以东的白际山，主角“灵视者”应当地村落坚忍村之邀，前往寻找古代矮人遗物“白铸炉”。然而，随着主角成功激活白铸炉，一支拥有毁灭性力量的军队也一同苏醒，整个鹿林危在旦夕，主角必须想方设法阻止它们继续前进。资料片同时为游戏本体提供内容升级，包括更高的角色等级上限和新增的法术与能力，以及三位全新的同伴角色，并为关注剧情甚于战斗的玩家添加了难度更低的“故事模式”。
《白色远征》第一部分收获褒贬不一的评价，评论家称赞该资料片对游戏任务的扩充，但不满于它过分侧重战斗，且相较游戏本体无甚新意。第二部分则获得普遍好评，评论家对其优秀的剧情和角色扮演机制的改进赞赏有加。

## 系统
《白色远征》基本保持了《永恒之柱》本体的游戏系统，依然是玩家控制最多六人的小队展开冒险。新增的游戏机制包括一个小队AI系统：玩家可在“进攻型”和“防御型”间切换角色的自动战斗方式，还能设定AI是否在战斗中使用那些有次数限制且需要通过休息重置的角色能力；以及难度更低的“故事模式”：让关注剧情的玩家得以更快地推进游戏。
资料片在本体之外增加大约二十小时的游戏内容，包括名为“白际山”的全新地图，以及原地图中峭岩绝壁（Crägholdt）在内的两个新地点。以上扩充内容会在玩家取得努亚堡后解锁，主线故事进行到终章前随时都能探索。黑曜石娱乐推荐玩家达到七级再进入扩展地图，若角色等级过高还可以选择增加资料片的游戏难度。《白色远征》第一部分将角色等级上限由十二级提升到十四级，第二部分推出后又升至十六级，相应地新增了一些法术和能力。此外，资料片还加入了灵魂绑定武器，与特定职业角色绑定即可提高其伤害。

## 概要

游戏里位于陨月修道院的亚拜登遗骸。

### 背景与角色
《白色远征》的故事主要发生在鹿林和艾尔·格兰芬瑟以东一片常年积雪、名为白际山（White March）的地区。海洋与遗忘女神昂德拉（Ondra）和工业与锻造之神亚拜登（Abydon）将以幕后推手身份登场，昂德拉信仰的圣地陨月修道院（Abbey of the Fallen Moon）也会作为新场景开放。资料片任务线可与主线故事同时推进，但在剧情上并无太多交集。三名全新的重要配角将会作为同伴加入，其中包括：卡洛克恶魔（Devil of Caroc）是一名游荡者，因谋杀罪行而被改造为机械身躯；扎奥华（Zahua）是一名热衷吸食毒品与讨论哲学的武僧；玛奈哈（Maneha）则是一名寻求遗忘前世记忆的野蛮人。

### 剧情
第一部分：主角取得努亚堡（Caed Nua）所有权后，管家会向其转告来自坚忍村（Stalwart）的援助请求：开启名为锻钢要塞（Durgan's Battery）的古代矮人堡垒，激活里面的遗物“白铸炉”（White Forge）。当地村长睿娜吉德（Renengild）告诉主角，坚忍村最近正面临严重的人口外流，有了白铸炉就能生产失传已久的矮人钢，也许会让村庄再次繁荣起来。然而要塞大门已封闭数百年，之前雇佣的数支探险队均对此一筹莫展。在古怪科学家加尔维诺（Galvino）帮助下，主角利用灵视能力成功习得开门密语，进入要塞后发现矮人们的灵魂一直困于要塞中。激活白铸炉时，玩家可以选择释放他们重归轮回，将他们绑定到加农炮上保卫要塞，或是留下他们继续看护白铸炉的遗产。
第二部分：激活白铸炉后数月，主角梦到一支大军自远方雪山浩荡而来，若不及时阻止，它们将毁灭沿途的一切。主角为此重返白际山，听闻瑞德赛拉斯派遣了“铁枷军团”（Iron Flail）前来索要白铸炉控制权。主角到达对方营地谈判，却一同遭遇巨型不明生物袭击。主角惊觉这就是其梦中的大军，随后得知它们被称作“无眼使徒”（Eyeless）。
主角通过灵视能力获悉陨月修道院的院长能帮忙召回使徒大军。在院长指引下，主角抵达修道院圣物室的巨大头骨前，见到了昂德拉女神。昂德拉相信遗忘好过背负记忆的重担，她不满于主角激活了本该被遗忘的白铸炉，便召唤无眼使徒大军清除所有见过白铸炉的人。实际上，亚拜登神才是无眼使徒的创造者，出于某些原因，昂德拉在杀死他后继承了使徒的控制权，同时让重生的亚拜登忘却这段死亡记忆。昂德拉自知并非使徒创造者，对其控制力始终有限，无法召回已经出征的大军，于是委派身为凡人的主角代她阻止使徒前进。
昂德拉告诉主角，要想彻底摧毁无眼使徒，必须前往星痕谷（Cayron's Scar）粉碎一颗名为伊奥尼•布拉瑟（Ionni Brathr）的卫星坠落留下的水晶残片。在星痕谷，主角发现使用亚拜登之锤敲击水晶会召来无眼使徒的响应，这会让使徒们自我埋葬，但前提是敲击者一刻不停直至粉碎水晶。玩家此时需要选择一名角色留下，牺牲自己以完成任务，同时确保队伍里其他人在接下来的一系列事件检定中存活，进而逃出生天。
倘若主角在水晶粉碎后幸存，便会遇到无眼使徒的灵魂。主角质问使徒为何欲置自己于死地，使徒则声称它们的使命本是守护文明。主角于是转述了昂德拉的话，使徒才意识到她已将它们由守护者改造为毁灭者。使徒表示这绝非它们本意，希望能回到亚拜登身边，并恢复主人的记忆。玩家可选择彻底摧毁它们以断绝亚拜登的记忆，或是让它们重拾守护者的身份。

## 开发与发行

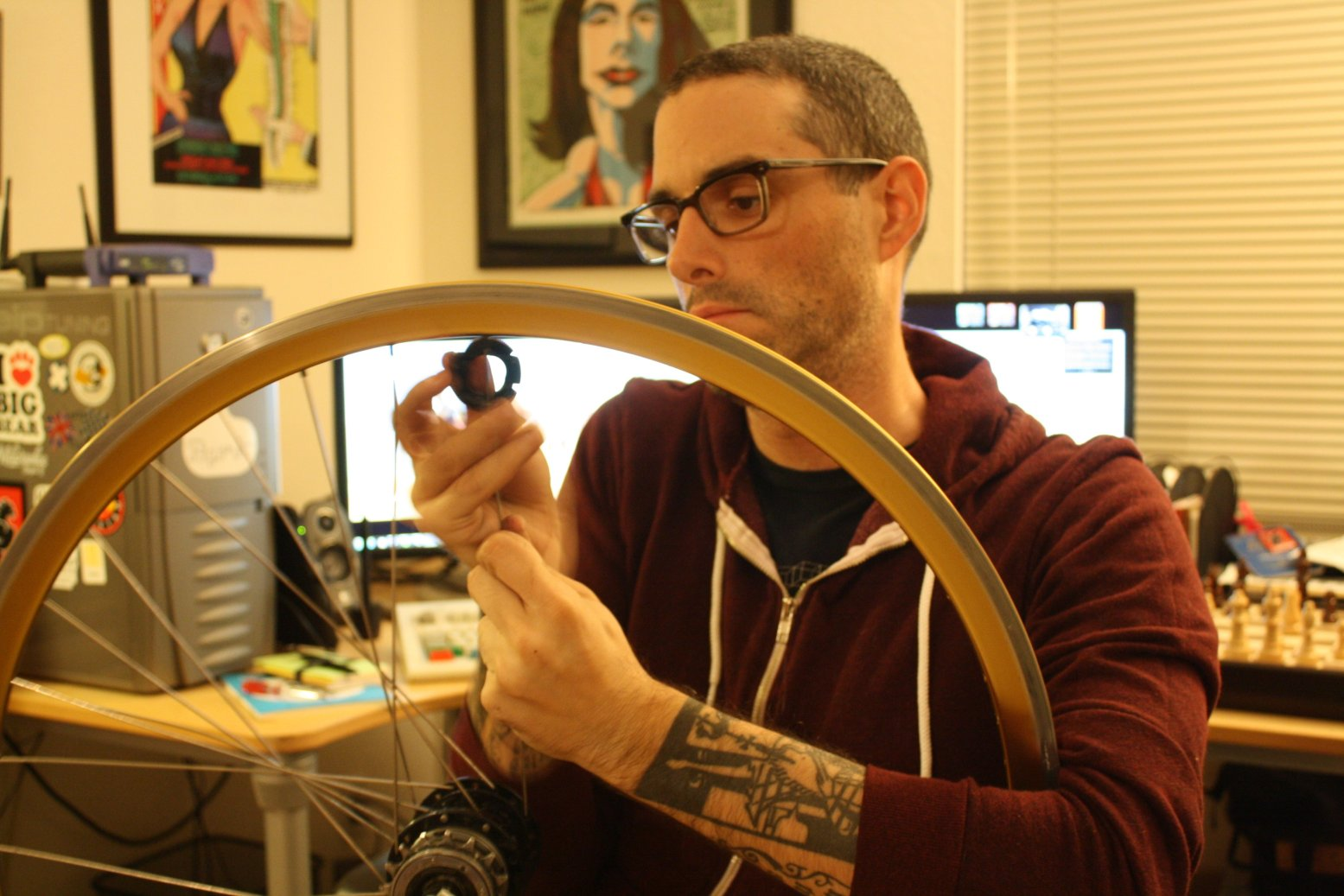
《永恒之柱》的游戏总监乔什·索亚继续带领团队开发《白色远征》。

早在《永恒之柱》发行前一周，黑曜石娱乐就宣布了推出资料片的计划，并表示扩展内容将与《博德之门》的资料片《剑湾传奇》大小相当。黑曜石娱乐的CEO费格斯·厄克特随后解释资料片会以两部曲的形式发布，希望将其打造得“内容丰富”且拥有“数小时的游玩体验”，能够比肩《博德之门》和《冰风谷》的资料片。
资料片设定在终年积雪的地区，其灵感源自黑岛工作室开发的《冰风谷》，黑曜石娱乐希望为此设计一个全新的背景故事，同时辅以更高的游戏难度。游戏性方面的改进包括：新增多职业天赋，能让玩家角色学到先前仅限于某一职业的能力；侦查模式将适用于单个小队成员，也会提供更多类似《龙与地下城》检定系统的互动事件让玩家操作。基于玩家反馈，黑曜石娱乐还加入了一个控制角色自动战斗的AI系统，游戏的UI亦有所调整。
在2015年电子娱乐展上，《永恒之柱》的两部曲资料片《白色远征》正式公布，黑曜石娱乐随后发布了第一部分的预告片，乔什·索亚则继续担任《白色远征》的游戏总监。资料片第一部分于2015年8月25日在Microsoft Windows、OS X和Linux平台发售。第二部分原定于2016年1月推出，而后延期至2月16日，一同发布的还有一份发售预告。包含全部资料片内容的《永恒之柱：完整版》于2017年8月29日登陆PlayStation 4和Xbox One平台，而后在2019年8月8日推出任天堂Switch版本。

## 评价

### 第一部分
《白色远征》第一部分收获褒贬不一的评价，游戏评论网站Metacritic基于22条评论给予其76/100分。评论家称赞该资料片扩充了游戏内容并加入更具挑战性的战斗；批评声则主要针对它过分侧重战斗，且未能在游戏本体基础上有所创新。
在诸多好评中，《PC Gamer》的编辑表扬了资料片的画面，认为其独特的雪域风光更彰显出有别于游戏本体绿林掩映的美术风格。GameSpot的编辑布雷特·托德则将《白色远征》与《冰风谷》相较，指出二者都设定在多山的寒冷之地，且同样侧重于战斗。新增的小队AI系统受到来自《GameStar》编辑本亚明·丹内贝格（Benjamin Danneberg）的赞赏，IGN的编辑同样给予其高度肯定，相信那些苦于《永恒之柱》原版系统的玩家将为此感到满意。关于资料片的战斗内容，IGN的发现其占比显著高于游戏本体，即便不如《冰风谷》充满灵感，仍保持了相当的水准。GameSpot的托德也称赞它更富挑战性，能够考验玩家的战术素养。
与此同时，《PC World》的编辑海登·丁曼（Hayden Dingman）批评资料片的任务较为无趣，不过是“充数任务指引下的低回报地牢探索”，觉得问题出在扩展地图范围太小。对于资料片的剧情，《PC Gamer》的认为它缺乏重点，不如本体的主线故事，IGN的也称其过于简单。GameSpot的托德则表示资料片的内容“太容易猜到”，支线大多浮皮潦草，还好主线剧本写得足够动人。此外，IGN的还指出新加入的同伴尽管设定很有趣，对话内容却很老套，比不上那些原有的同伴。

### 第二部分
《白色远征》第二部分获得普遍正面的评价，Metacritic基于22条评论给予其79/100分，总体表现优于第一部分。IGN的认为它玩起来比第一部分更享受，且进一步“巩固了《永恒之柱》作为近年来最令人难忘的角色扮演游戏之一的地位”。《The Escapist》的编辑T·J·哈弗（T.J. Hafer）则对资料片的剧情和游戏中玩家抉择重要性的提升赞赏有加。Softpedia的编辑安德烈·杜米特雷斯库（Andrei Dumitrescu）提到很多玩家对《白色远征》第一部分略感失望，但相信第二部分引人入胜的故事和印象深刻的游戏瞬间能让他们回心转意。
第二部分优秀的剧情广受评论家赞誉。《PC World》的丁曼认为资料片的高潮部分充满惊喜，足以比拟游戏本体的主线剧情，GameSpot的托德更直言其结局“有如史诗”。《The Escapist》的哈弗持相同观点，并表示资料片的剧情有如主线故事般宏大，结局的选择对艾欧拉世界影响深远，堪比主线同大反派撒奥斯的最终对决。Softpedia的杜米特雷斯库也承认，玩家应对使徒危机的方式将在艾欧拉世界产生严重后果。IGN的高度评价资料片全新的任务线和背景设定，但表示剧情过于紧凑也使得游戏趋于线性；他还非常欣赏新同伴玛奈哈的个人任务，称其为“《永恒之柱》最吸引人的任务之一”。Softpedia的杜米特雷斯库同样称赞玛奈哈的加入，觉得她做到了“紧密融入故事之中”。然而，《PC World》的丁曼对此持不同意见，认为资料片的节奏问题导致新增的三位同伴都没有太多展现空间。
评论家大多称赞角色扮演机制的改进，对于战斗部分则意见不一。Softpedia的杜米特雷斯库指出，资料片加入不少互动事件来检定玩家角色的属性与技能，更多的法术和能力、角色等级上限提升也让战斗愈加有趣，强大的敌人还需要玩家更经常地调整战斗策略。IGN的表扬了新增的“故事模式”，称其为热衷剧情的玩家之福音。《The Escapist》的哈弗却认为战斗本就是《永恒之柱》的弱项，资料片里更为明显，批评敌人实力和设定的不匹配，法术系统混乱困扰小队AI。GameSpot的托德直言资料片的战斗重复单调且过于频繁，令人身心俱疲，相信等玩家体验完《白色远征》，“可能已准备好就此告别《永恒之柱》了”。